# Одиннадцатисложник
Одиннадцатисложник — стих из 11 слогов, один из самых употребительных размеров европейской рифмованной силлабики.

## Краткая характеристика
Особенно популярен (начиная с XII века) в Италии. Классические образцы итальянского одиннадцатисложника (итал. endecasillabo) оставили Данте (в Божественной комедии) и Петрарка (в Канцоньере), позже Ариосто, Тассо, Микеланджело и десятки других поэтов.
В итальянском одиннадцатисложнике обязательно ударение на десятом, дополнительно — на четвёртом или шестом слогах, с XVI века также характерен запрет несмежного ударения на седьмом слоге:

Per me si va ne la città dolente,
per me si va ne l’etterno dolore,
per me si va tra la perduta gente.— Данте. Божественная комедия. Ад, III

Vergine bella, che di sol vestita,
coronata di stell(e), al sommo sole
piacesti sí, che ’n te sua luc(e) ascose…— Петрарка. Канцоньере, 366
Женское окончание стиха также обязательно в испанском, польском (с XVI века) и русском (XVII — начало XVIII вв.) одиннадцатисложниках. Вторичные ударения и внутренние цезуры возможны в различных местах стиха.
В большинстве случаев одиннадцатисложные стихи объединены в рифмованные строфы (см., например, Терцина, Секстина, Сонет, Канцона). В таких строфах возможно чередование одиннадцатисложника с семисложником (итал. settenario), представляющим собой «не что иное, как отколовшееся длинное полустишие одиннадцатисложника». Семисложники выполняли роль приятного на слух оттенения одиннадцатисложника, препятствовали монотонии постоянно возобновляющихся (особенно к крупных формах) длинных стихов:

Canzone, io t’ammonisco
che tua ragion cortesemente dica,
perché fra gente altera ir ti convene,
et le voglie son piene
già de l’usanza pessima et antica,
del ver sempre nemica.
Proverai tua ventura
fra’ magnanimi pochi a chi ’l ben piace.
Di’ lor: – Chi m’assicura?
I’vo gridando: Pace, pace, pace.
— Петрарка. Канцона "Italia mia", vv. 113-122
Менее употребительны нерифмованные формы, так называемые versi sciolti, получившие некоторое распространение в Италии в XVI веке в русле тенденции к имитации античной поэзии (гекзаметра и ямбического триметра).
В силлабо-тонических имитациях одиннадцатисложник передаётся пятистопным ямбом:

Der Morgen kam; es scheuchten seine Tritte
Den leisen Schlaf, der mich gelind umfing,
Dass ich, erwacht, aus meiner stillen Hütte
Den Berg hinauf mit frischer Seele ging.— Гёте. Zueignung